# شهرستان سومتر (جورجیا)
شهرستان سومتر، جورجیا (به انگلیسی: Sumter County, Georgia) یک سکونتگاه مسکونی در ایالات متحده آمریکا است که در جورجیا واقع شده‌است.